# Wertzeicheneindruck
Ein Wertzeicheneindruck oder Wertzeichenaufdruck beziehungsweise Wertstempeleindruck ist ein aufgedrucktes Postwertzeichen, sie werden direkt auf Postkarten, Briefumschlägen oder anderen philatelistischen Belegen aufgedruckt und sind meist motivgleich mit Briefmarken. Die Belege mit Wertstempeleindruck werden Ganzsachen genannt. Es gibt sie in vielgestaltigen Formen, Vierecke, Achtecke, Kreise, Ovale, Schilde usw.

## Geschichte
Erste Ganzsachen waren meist vollkommen gestaltete Briefumschläge, die nichts mit den heute üblichen Wertzeicheneindrucken auf Ganzsachen gemeinsam hatten. Der Gedanke, Wertstempel direkt auf Briefumschläge (und später auch auf Post- und Ansichtskarten) zu drucken, bedurfte erst der Findung. Die Idee gab es schon beim Vorläufer der Ganzsachen im britischen New South Wales (Australien) im Jahr 1838. Diesen im Reliefdruck hergestellten Wertstempel gab es im Markenbogen, aber auch auf Couverts auf weißem Papier.

## Sammeln
Sammler schneiden sie in der Regel nicht aus, sondern sammeln die vollständige Ganzsache. Carl Lindenberg war einer der ersten deutschen Ganzsachensammler der sich energisch gegen das Ausschneiden der Wertstempel aussprach. Ausgeschnittene Stücke werden als Ganzsachenausschnitte bezeichnet. Der Reiz für Sammler besteht unter anderem darin, dass es die Postwertzeichenmotive nicht immer motivgleich als Briefmarken gibt, sondern manchmal eigene Entwürfe sind.
Nicht zu den Wertzeicheneindrucken gehören die Freimachungsvermerke wie beispielsweise Stampit oder die Internetmarke.